# Blue Penny Museum
Blue Penny Museum – muzeum w Port Louis, stolicy Mauritiusa, założone w listopadzie 2001 roku z fundacji Mauritius Commercial Bank. Prezentuje szeroko pojęte dziedzictwo kulturowe, historyczne i artystyczne Mauritiusa. Jego główną atrakcją są znaczki Mauritius „Post Office”, wokół których zbudowana jest narracja ekspozycji. Placówka zawdzięcza swoją nazwę jednemu z nich.
Obiekt jest częścią Caudan Waterfort, kompleksu handlowo-usługowo-rozrywkowego, otwartego w 1996 roku na nabrzeżu portowym Marina Quay. Kamienny budynek został wzniesiony w 1913 roku jako Biuro Portowe New Mauritius Docks Company, obecnie został wkomponowany w nowoczesną architekturę kompleksu.

## Mauritius „Post Office”

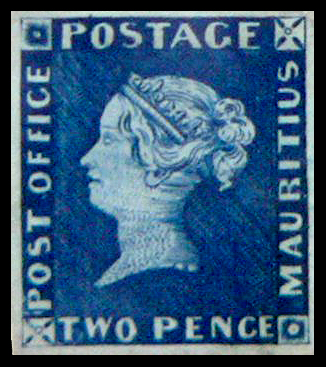
Mauritius Blue Penny, od którego pochodzi nazwa muzeum. Ten pochodzi z kolekcji brytyjskiej rodziny królewskiej

Dwa znaczki Mauritius „Post Office”, znane jako Red Penny i Blue Penny, były piątymi znaczkami pocztowymi wydanymi na świecie, a pierwszymi na Mauritiusie. Z 1000 oryginalnych egzemplarzy do dziś zachowało się jedynie dwadzieścia siedem. Znaczki zostały nabyte w 1993 roku przez konsorcjum szesnastu maurytyjskich firm pod egidą Mauritius Commercial Bank za cenę 2,2 miliona dolarów. Ze względu na wymogi konserwacyjne eksponowane są tylko przez 10 minut na każde trzydzieści minut zwiedzania.
We wrześniu 2011 roku zorganizowano w Niemczech wspólną wystawę Blue Penny Museum i Muzeum Komunikacji w Berlinie pt. The “Meeting of the Queens”, w ramach której zaprezentowano 18 z 27 zachowanych znaczków.

## Ekspozycja stała

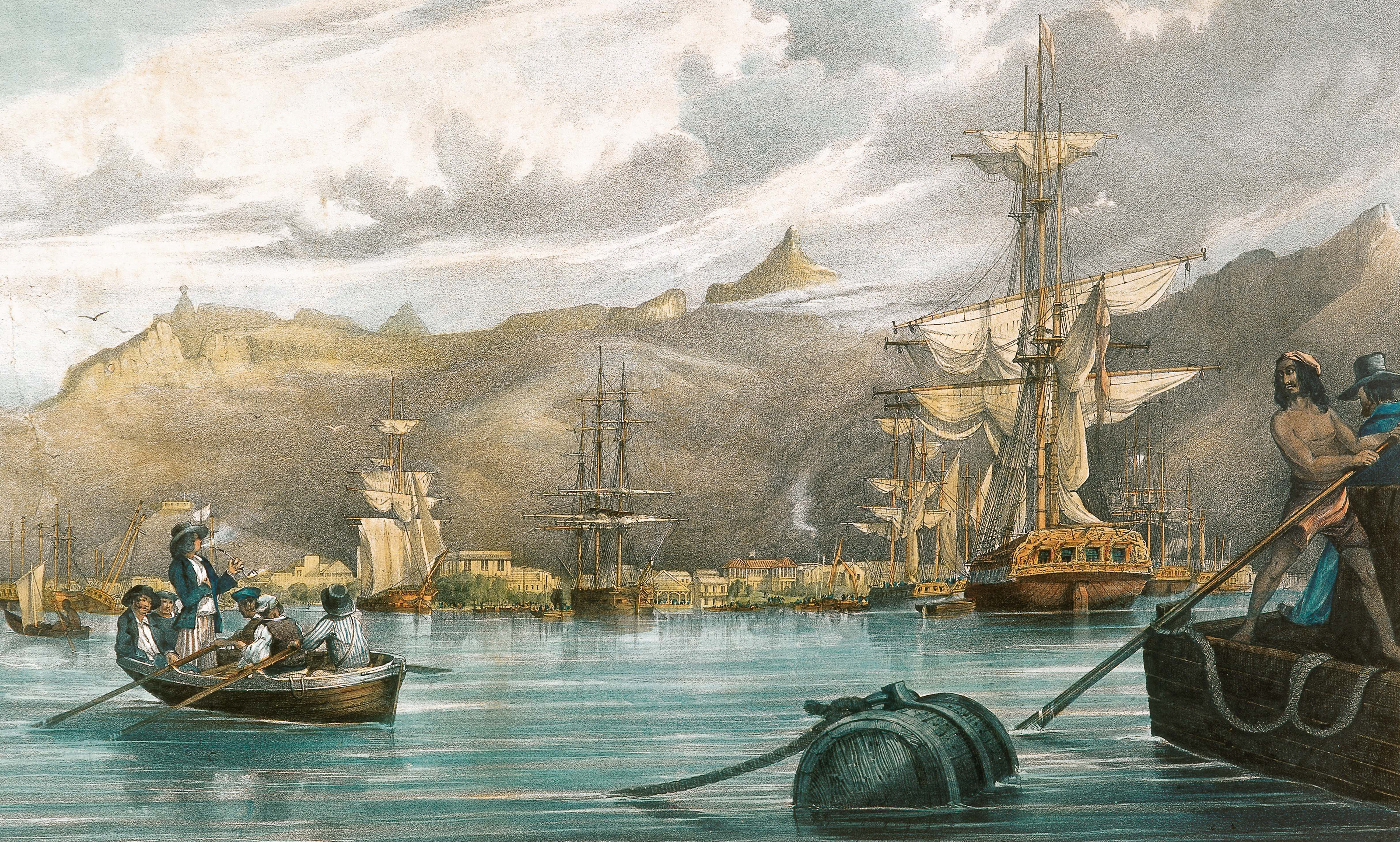
Rycina przedstawiająca Port Louis w zbiorach Blue Penny Museum

Ekspozycja stała składa się z sześciu wystaw tematycznych. Pierwsza z nich pt. The Age of Discovery przedstawia w sposób szeroki przebieg i kontekst historyczny wielkich odkryć geograficznych, których następstwem była kolonizacja wysp Oceanu Indyjskiego, w tym także Mauritiusa. W jej ramach omawiane są m.in. aspekty budowy łodzi i życia na statku oraz zasada działania dawnych przyrządów nawigacyjnych.
Wystawa The island builders opowiada o trzech etapach w historii wyspy, odpowiadającym jej trzem kolejnym właścicielom – Niderlandom, Francji i Wielkiej Brytanii. Ukazuje ona takie zagadnienia jak trudności związane z zasiedleniem i uprawą roślin, geopolityczne znaczenie w dobie kolonizacji, wpływ administracji Francuskiej Kompanii Wschodnioindyjskiej, niewolnictwo czy bitwy kampanii na Mauritiusie w dobie wojen napoleońskich. Główną atrakcją dwóch pierwszych wystaw są mapy i antyki z epoki, począwszy od XVI wieku.
W ekspozycji Port Louis a beacon on the indies route przedstawiony jest rozwój stolicy Mauritiusa, Port Louis na przestrzeni XVIII i XIX wieku. Do czasu otwarcia Kanału Sueskiego w 1869 roku, Port Louis było głównym portem przystankowym na szlaku morskim do Indii. W ramach tej wystawy można zobaczyć m.in. XIX-wieczne rękopisy i fotografie. Zbiory uzupełnia kolekcja międzynarodowych monet używanych przez handlujących tu marynarzy, aż po wybicie pierwszych rupii Mauritiusa.
Na wystawie The postal adventure eksponowane są m.in. listy marynarzy pisane z Mauritiusa. Najstarsze z nich pochodzą z początku XVII wieku. Pisanie listów przez marynarzy skłoniło władze kolonii do utworzenia systemu przesyłania poczty drogą morską przez statki Kompanii Wschodnioindyjskich. Kolejnym etapem w dziejach poczty na Mauritiusie było utworzenie systemu przesyłek wewnętrznych na wyspie, który był obsługiwany przez dyliżanse i pociągi (XIX wiek), a następnie poczty lotniczej (XX wiek). To w ramach tej wystawy eksponowane są znaczki Mauritius „Post Office”. Towarzyszy im opis na temat ich historii, znaczenia, procesu wytwarzani znaczków pocztowych i filatelistyki.
Piąta ekspozycja Paul & Virgine opowiada tragiczną historię legendarnej pary żyjącej na wyspie, spopularyzowaną za sprawą powieści Jacques-Henriego Bernardin de Saint-Pierre pt. Paweł i Wirginia. Obejmuje m.in. dwa pierwsze wydania powieści, a także XIX-wieczną, marmurową rzeźbę autorstwa Prospera d’Epinay przedstawiającą scenę z książki. Ostatnie pomieszczenie prezentuje życiorys Josepha Osmonda Barnarda (1816-1865), rysownika i miniaturzysty, autora dwóch znaczków Mauritius „Post Office”, żyjącego i pochowanego w Port Louis.

## Pozostałe informacje
W przeszłości muzeum organizowało wystawy tymczasowe. Znajduje się tu także sklep z pamiątkami.